# مزملة
المُزَمَّلَةُ (الجمع: مُزَمَّلَات) وهي جرة من الفخار لحفظ الماء وتبريده، وتكون مزملة بالخيش.

## أصل التسمية
تحدث الباحث عبد القادر عياش عن المزملة في كتابه (من التراث الشعبي الفراتي) واصفاً إياها وذاكراً سبب التسمية «المزملة خابية من الفخار لحفظ الماء تكون وسط كرسي من الحجر الرخامي أو الكلسي أو من الخشب، سميت» مزملة«لأنهم يزملونها» بخيش«لتبريد الماء في الصيف ولحفظها من التشقق في الشتاء ويوضع تحتها وعاء من الفخار يسمى» قحف«وتغطى بغطاء من الخشب».

## صناعتها
لا تختلف صناعة المزملة عن صناعة بقية قطع الفخار في خطواتها الأساسية، حيث يؤخذ ما يتركه فيضان النهر من طين بعد جفافه ويوضع في أحواض خاصة تخلط بالماء والرمل والملح، إلا أن نسبة الرمل تكون أكبر في المزملة وذلك من أجل تشكيل مسامات تسمح بترشيح الماء، كما تزاد نسبة الملح من أجل الصلابة والقدرة على مقاومة عوامل الجوية، بعد الخلط تصفى هذه المواد من خلال مناخل خاصة ثم تترك في أحواض للتجفيف وتغطى بالخشب أو النايلون للحفاظ على ليونتها، ثم تخلط مرة ثانية وتداس بالأرجل حتى تتجانس الحبيبات، ثم تقسم إلى قطع متساوية للبدء بالعمل.
وتبدأ صناعة المزملة من القاعدة التي توضع بعد صناعتها في مكان غير معرض للشمس حتى تصبح صلبة بحيث يمكن البناء عليها، ثم تعود القاعدة للمرحلة الثانية وهي إضافة البناء وعادة لا يتجاوز عشرين سنتيمتراً ثم ترجع للمكان نفسه للتجفيف أيضاً والوصول لحالة القساوة التي يمكن البناء عليها مرة أخرى، ومراحل العمل هي التي تحدد حجم المزملة التي تبدأ من سعة عشرين لتراً إلى سعة 200 لتر بعدها يقوم الحرفي بوضع بعض النقوش والكتابات التزيينية وفقاً لموهبته.
وفي المرحلة الأخيرة وبعد تجفيف المزملة، تصف بشكل هندسي ثم تدخل إلى الفرن بحيث تكون كل منها داخلة في الأخرى حسب الحجم ويستمر الشيّ عشر ساعات يبدأ بنار هادئة ثم يتدرج بالارتفاع حفاظاً على الفخار من التشقق.